# Anio Valles
Anio Valles es una formación geológica de tipo vallis (valle) en la superficie de Marte, localizada con el sistema de coordenadas planetocéntricas a 38.01° latitud N y 56.22° longitud E, que mide 54 km de diámetro. El nombre fue aprobado por la Unión Astronómica Internacional en 1988 y hace referencia a una de las características de albedo en Marte.